# Going, Going, Gone
Pour le film de 1919, voir Going! Going! Gone!.
Pistes de Planet Waves
On a Night Like This Tough Mama
Going, Going, Gone est une chanson de Bob Dylan parue en 1974 sur l'album Planet Waves. Dylan l'a interprétée sur scène à plusieurs reprises dans les années 1970.

## Thèmes abordés
Dans cette chanson, Bob Dylan aborde le thème du suicide.

## Reprises
Cette chanson a été reprise dans les années 1970 par Jerry García sur scène en 1974, avec ses groupes Legion Of Mary et le Jerry García Band, puis par le groupe punk The Voidoids.